# Disiz
Disiz, precedentemente noto come Disiz la Peste, pseudonimo di Sérigne M'Baye Gueye (Amiens, 22 marzo 1978), è un rapper, cantante e attore francese di origine senegalese.

## Biografia
Disiz pubblica il suo primo album in studio, dal titolo Le poisson rouge, il 23 ottobre 2000, seguito da Jeu de société nel 2003. Nel 2005 appare in veste di attore nel film Dans tes rêves di Denis Thybaud, di cui cura anche la colonna sonora. Nello stesso anno pubblica anche l'album Les histoires extraordinaires d'un jeune de banlieue, eletto Album rap/ragga/hip hop/R&B dell'anno ai Victoires de la musique 2006.
Nel 2009 annuncia l'intenzione di mettere fine alla sua carriera nel rap, con l'album Disiz the End. Dopo tale disco, infatti, cambia il suo nome d'arte in Disiz Peter Punk, e, il 20 maggio 2010, pubblica il suo sesto album, Dans le ventre du crocodile, caratterizzato da sonorità tendenti al rock.
Dopo due anni di assenza, torna al rap nel 2012 con l'EP Lucide, che apre una trilogia continuata con l'album Extra-lucide, pubblicato il 29 ottobre dello stesso anno e contenente collaborazioni con Orelsan e Mac Miller, e completata nel 2014 con Transe-lucide. Nel 2013 inoltre prende parte allo spettacolo teatrale Les amours vulnérables de Desdémone et Othello, andato in scena al Teatro Nanterre-Amandiers.
Il 1º giugno 2015 è la volta dell'album Rap Machine, seguito da Pacifique il 9 giugno 2017. Il suo undicesimo album, Disizilla, viene reso disponibile il 14 settembre 2018, e vede la partecipazione di Sofiane, Niska ed Eari. Il 17 marzo 2022 ritorna con l'album L'amour, contenente il brano Rencontre con Damso, certificato disco di diamante.

## Discografia

### Album in studio
- 2000 – Le poisson rouge
- 2003 – Jeu de société
- 2004 – Itinéraire d'un enfant bronzé
- 2005 – Les histoires extra-ordinaires d'un jeune de banlieue
- 2009 – Disiz the End
- 2010 – Dans le ventre du crocodile
- 2012 – Extra-lucide
- 2014 – Transe-lucide
- 2015 – Rap Machine
- 2017 – Pacifique
- 2018 – Disizilla
- 2022 – L'amour

### Colonne sonore
- 2005 – Dans tes rêves

### Mixtape
- 2003 – Disizenkane
- 2012 – Le vendredi c Sizdi

### EP
- 2003 – Disiz la peste présente Fuck Dat Hard Art vol. 1
- 2012 – Lucide
- 2022 – L'amour (prélude)

## Filmografia

### Film
- 2004 – La chepor di David Tessier
- 2005 – Dans tes rêves di Denys Thibaud
- 2022 – La cour des miracles dI Hakim Zouhani e Carine May

### Serie TV
- 2006 – Murder Party di Edwin Baily
- 2007 – Off Prime
- 2008-2015 – Hero Corp